# Johanna Ehrenstrasser
Johanna Ehrenstrasser, detta Hanni (Vienna, 1939 – 6 settembre 1980), è stata una modella austriaca, vincitrice del titolo di Miss Europa 1958.

## Biografia
La Spatzier fu incoronata Miss Europa il 28 giugno 1958 presso Istanbul in Turchia, dove la rappresentante dell'Austria ebbe la meglio sulle quindici concorrenti del concorso. In realtà le concorrenti avrebbero dovuto essere sedici, ma alla rappresentante della Grecia non fu permesso partecipare per via delle tensioni politiche fra la Grecia e la Turchia, nazione ospite.
In precedenza la modella era stata eletta anche Miss Austria 1958. La partecipazione di Johanna Ehrenstrasser in rappresentanza dell'Austria era prevista anche per Miss Universo 1958, ma la vittoria a Miss Europa le precluse la possibilità di partecipare ad altri concorsi.